# 马克河
马克河（法語：Marque，法語發音：[maʁk]）法国的一条32千米长的河流，是德勒河的右支流，发源自佩韦勒地区蒙斯的村庄附近。马克河横穿北部省，尤其是里尔都市圈的东部。马克河向北流经蓬塔马克、特雷桑、阿斯克新城、克鲁瓦和马克昂巴勒尔城镇，最后于马凯特莱里尔汇入德勒河。 